# Francoska napoved vojne Nemčiji
Francija je 3. septembra 1939 napovedala vojno Nacistični Nemčiji, zaradi nemške invazije na Poljsko, ki se je zgodila dva dni prej. Po poslani zahtevi za umik nemške vojske iz ozemlja Poljske, ki se je iztekel ob 17:00 uri 3. septembra 1939, je Francija napovedala vojno Nemčiji. Velika Britanija je prej istega dne napovedala vojno Nemčiji. 

## Besedilo vojne napovedi
Možje in žene Francije,
1. septembra je Poljska postala žrtev najbolj brutalne in najbolj cinične agresije. Njene meje so bile prestopljene. Njene mesta so bombardirali. Njena vojska se junaško upira okupatorju. 
Odgovornost za kri, ki se je odcepila v celoti, je na Hitlerjevi vladi. Usoda miru je bila v Hitlerjevih rokah. Izbral je vojno. Francija in Anglija sta ponudili nešteta prizadevanja za ohranjanje miru. Zato sta zgodaj zjutraj storili še en nujen poseg v Berlinu, da bi še zadnjič opozorili nemško vlado in jo zaprosili za ustavitev sovražnosti in začeti mirovna pogajanja. 
Nemčija je to zavrnila. Nemčija je zavrnila že samo, da bi odgovorila vsem možem iz dobre volje, ki so v zadnjem času dvignili svoje glasove v prid miru na svetu. Nemčija zato želi uničiti Poljsko, tako da bi lahko hitro prevladovala Evropi in zasužnjila Francijo. 
V naraščanju proti največjem strahu, v čast nam na besedo, se bomo borili za obrambo naše zemlje, naše domovine in naše svoboščine. Zavedam se delala za vztrajnost proti vojni do zadnje minute. 
Pozdravljam vas s čustvi in ljubeznijo naših mladih vojakov, ki sedaj gredo naprej opravljati sveto nalogo, ki smo jo že sami. Lahko imajo popolno zaupanje njihovih voditeljev, ki so vredni tistih, ki so pred tem vodili Francijo do zmage.   
Vzrok Francije je identičen s temi pravičnosti. To je vzrok vseh miroljubnih in svobodnih narodov. Zmagali bomo to.  
Možje in žene Francije! 
Borimo se, ker se to obrača na nas. Vsak od nas je na svojem delovnem mestu, na tleh Francije, na tem zemljišču prostosti, kjer spoštovanje človekovega dostojanstva najde eno od njegovih zadnjih zatočišč. Ti bodo vsi sodelovali, z globokim občutkom države in bratstva, za rešitev države. 
Živela Francija!

- Edouard Daladier, predsednik francoske vlade in Sveta ministrov 